# スターリットストーリー
スターリットストーリーは、日本の女性アイドルグループである。

## 概要
所属事務所はbaby bear PRODUCTION（運営会社：株式会社アリスエル）。2024年に結成され、同年5月26日GOTANDA CITY HALLで催された「アイコレ」にてデビューした。キラキラ輝く女の子たちが夢にむかって真っ直ぐに突き進む王道アイドルグループで、コンセプトフレーズは、「キラメキがあつまる愛と勇気のストーリー！」。メンバーは深川 史那、美咲 れおな、きゃりー、姫宮 ちの、花衣 かのん、春風 彩の6人にプレデビュー中の藍川 ゆら、天沢 歩美を含めた8人で活動中。

## メンバー
| 名前                | 読み           | 出身地   | 誕生日   | 身長  | 血液型 | 特技 | 趣味 | 役割               | 備考                                             |
| ------------------- | -------------- | -------- | -------- | ----- | ------ | --- | --- | ------------------ | ------------------------------------------------ |
| 深川 史那           | ふかがわふみな | 宮崎県   | 10月23日 | 147cm | AB型   | - 歌（ジャンル問わず、声楽科卒） - ダンス - ギター - 作詞作曲 - 振付 - 日本舞踊 | - カエルや、ポムポムプリンのグッズ集め - お笑いライブに行くこと - ウィンドウショッピング（雑貨、服など）                                | ルビー             | 元プリズムハートメンバー                         |
| 美咲 れおな         | みさきれおな   | 群馬県   | 9月29日  | 158cm | O型    | - お菓子作り： 特にフィナンシェ - 器械体操： 平均台群馬県1位 - 即興ダンス： 試聴後30分でサビを覚えられる - スノーボード： キッカー12m飛べる - 暗記に強い： カード番号、電話番号覚えられる | - 各地でカフェ巡りをすること - お菓子を作ること - スノーボード                                                                          | レモントパーズ     | 元プリズムハートメンバー                         |
| きゃりー            | きゃりー       | 中国     | 2月14日  | 162cm |        | - 3ヶ国語（英語、日本語、中国語） - ピアノ（6歳〜、コンテスト最優秀賞） - 歌（コンテスト入賞） - ダンス（振付経験あり） - お絵描き（SHOWROOMクリエーター王2022入賞）                      | - 人と話すこと - ごはんを食べること - ゲーセン（音ゲー） - バッティングセンター                                                         | ダイアモンド       | 元プリズムハートメンバー                         |
| 姫宮 ちの           | ひめみやちの   | 東京都   | 10月15日 | 150cm | O型    | - 料理（特にオムライス） | - 料理 - アニメ - 読書 - お買い物 | ローズガーネット   |                                                  |
| 花衣 かのん         | はないかのん   | 東京都   | 6月5日   | 157cm |        | - 新体操 4歳〜12歳（8年間） - ジャンプと表情の表現が得意 - スクールの選抜クラス、大会で優秀賞獲得 - テニス 都大会出場                                                                     | - アニメ（アイカツ！） - アイドルの振りコピ - ディズニー（ディズニープリンセス：アリエルが特に好き） - 小説を読むこと（特に新海誠作品） | ムーンストーン     |                                                  |
| 春風 彩             | はるかぜいろは | 東京都   | 7月8日   | 151cm | A型    | - ダンス（チアダンス、ヒップホップ、ジャズ） - 料理作り（肉じゃが、中華丼、クッキー） - ピアノ                                                                                            | - 音楽鑑賞 - ダンス - 食べること - 散歩をすること                                                                                       | アクアマリン       | 元プリズムハートメンバー（春風いろは）           |
| 藍川 ゆら           | あいかわゆら   | 埼玉県   | 6月16日  | 158cm | B型    | - 水泳（11年間、市民水泳大会背泳ぎ1位） - ピアノ（6年間） - 茶道（表千家) - 水上バイク（16歳で免許取得） - 犬のお世話（トリミングなど）                                                   | - ギター - スノボー（8歳〜） - ダンス                                                                                                   |                    | ※プレデビュー                                    |
| 天沢 歩美           | あまさわあゆみ | 長野県   | 11月6日  | 158cm | O型    | - ピアノ（4歳～合唱コンクール伴奏） - バレーボール（7歳～） - ネイル | - ネイルドラマ映画鑑賞 - アニメ - カフェ巡り（美味しいラテ探し） - ネイルをすること                                                     |                    | ※プレデビュー                                    |
| （脱退）羽桜 いちか | うさいちか     | 神奈川県 | 5月21日  | 152cm | O型    | - トランペット（コンクールで金賞あり） - 水泳（2歳〜）：クロール50M 36秒 | - 料理（得意料理は辛くない坦々麺） - キャンプ：家族で年に2～3回行く                                                                     | ラビットサファイア | 元プリズムハートメンバー（祐天寺鞠）2025/8/4脱退 |

## 年譜

### 2024年
- 5/26：お披露目ライブ　GOTANDA CITY HALLで催された｢アイコレ」でデビュー

※以降各種対バンライブ多数出演
- 10/27：新宿LUMINE0にて 1st ワンマンライブ/深川史那 生誕祭 開催

### 2025年
- 2/16：「Starlit Story」 発売記念イベント 開催[2]
- 4/5：渋谷O-nestにて｢MARQUEE祭mini Vol.245」出演
- 4/6：EBiS303にて｢TOKYO GIRLS GIRLS extra!!」出演
- 4/8：新宿ReNYにて｢ReNY SUPER LIVE 2025」出演
- 4/16：青山RizMにてスターリットストーリー1周年記念公演 直前公演/藍川ゆら・天沢歩美プレデビューライブ開催
- 7/12、13：SPARK渋谷納涼祭に出演　『夏の一番星は誰だ』企画で10位にランクイン
- 8/9、11：お台場R地区 野外特設会場にて「 IDOL SUMMER JUNGLE」出演
- 9/14：幕張メッセにて「SPARK2025 in MAKUHARI」出演

## CD

### アルバム
※全曲各種サブスクにて公開中

## その他活動実績
深川 史那
- 2008年： a-nation アクトダンサー
- 2009年 - 2011年： avex キラットエンタメチャレンジコンテスト 九州代表 ファイナル
- 2010年： EXPG特待生（〜2012年）
- 2011年： EXILE ツアーバックダンサー
- 2012年： 唐津ジュニア音楽祭 グランプリ
- 2015年： テレビ朝日 Musicる TV 出演
- 2016年、2017年： テレビ東京THEカラオケ★バトル出演
- 2020年： CBCテレビ「メイプル超音楽」CMソング
- 2020年： Music Video「INORI」
- 2021年： 「電車でGO!」（アーケード版）テーマソング
- 2022年、2023年： SHOWROOMアンバサダー
- 2023年： サンリオポムポムプリン公式アンバサダー
- 2025年：SHOWROOM ライバー王 総合・Sリーグ1位

きゃりー
- 2019年： 上野恩賜公園 創エネ・あかりパーク2019 出演（ダンスステージ）
- 2019年： 第9回国際紅白歌合戦（International Red-White Singing Festival）出演（ダンスステージ）
- 2020年： バンドグループLoL PLANET「夢の中まで」MV出演
- 2022年： アイドルグループ「プリズムハート」にてTIF2022出演

春風彩
映画
- 2014年2月16日： 地の塩
- 2014年12月20日： バンクーバーの朝日
- 2015年4月11日： ソロモンの偽証
- 2018日12月15日： 炎上弁護人

CM
- 2018年7月6日： ポカリスエット（ダンス）

藍川 ゆら
- 映画「放課後アングラーライフ」
- テレビ「ARIGATEENA TV」
- TOKYO IDOL FESTIVAL 2023 リポーター